# Gymnázium Bohumila Hrabala v Nymburce
Gymnázium Bohumila Hrabala v Nymburce je všeobecné gymnázium, které se nachází ve městě Nymburk. Budova gymnázia se nachází v ulici Komenského hned vedle základní školy.
Škola byla jako tehdejší c. k. vyšší reálka založena v roce 1903. Od roku 1907 sídlí v nové budově, která byla na svou dobu velice moderní, postavena byla v novorenesančním stylu. V současné době[kdy?] školu navštěvuje přibližně 600 studentů především z Nymburka a okolí. Nejvýznamnějším absolventem školy se stal spisovatel Bohumil Hrabal, který dokonce propadl z českého jazyka. Studovala zde také herečka Růžena Merunková.
V roce 2007 se budova nymburského gymnázia „dožila“ sta let, tj. projekt Sto let pod střechou, a ve školním roce 2013/2014 se konaly oslavy 111. let od založení školy, tj. projekt 111. let. Od 1. září 2014 škola zároveň získala po svém slavném absolventovi název Gymnázium Bohumila Hrabala v Nymburce.

## Významní absolventi
- Bedřich Feuerstein[2], architekt, malíř a scénograf
- Bohumil Hrabal, spisovatel
- Jaroslav Kmenta, investigativní novinář
- Růžena Merunková, herečka
- Jiří Navrátil, učitel, hudebník a organizátor kulturního a společenského života
- Zdeněk Rylich, basketbalista
- Jan Říha, botanik
- Jan Vlasák, filmový architekt

## Galerie

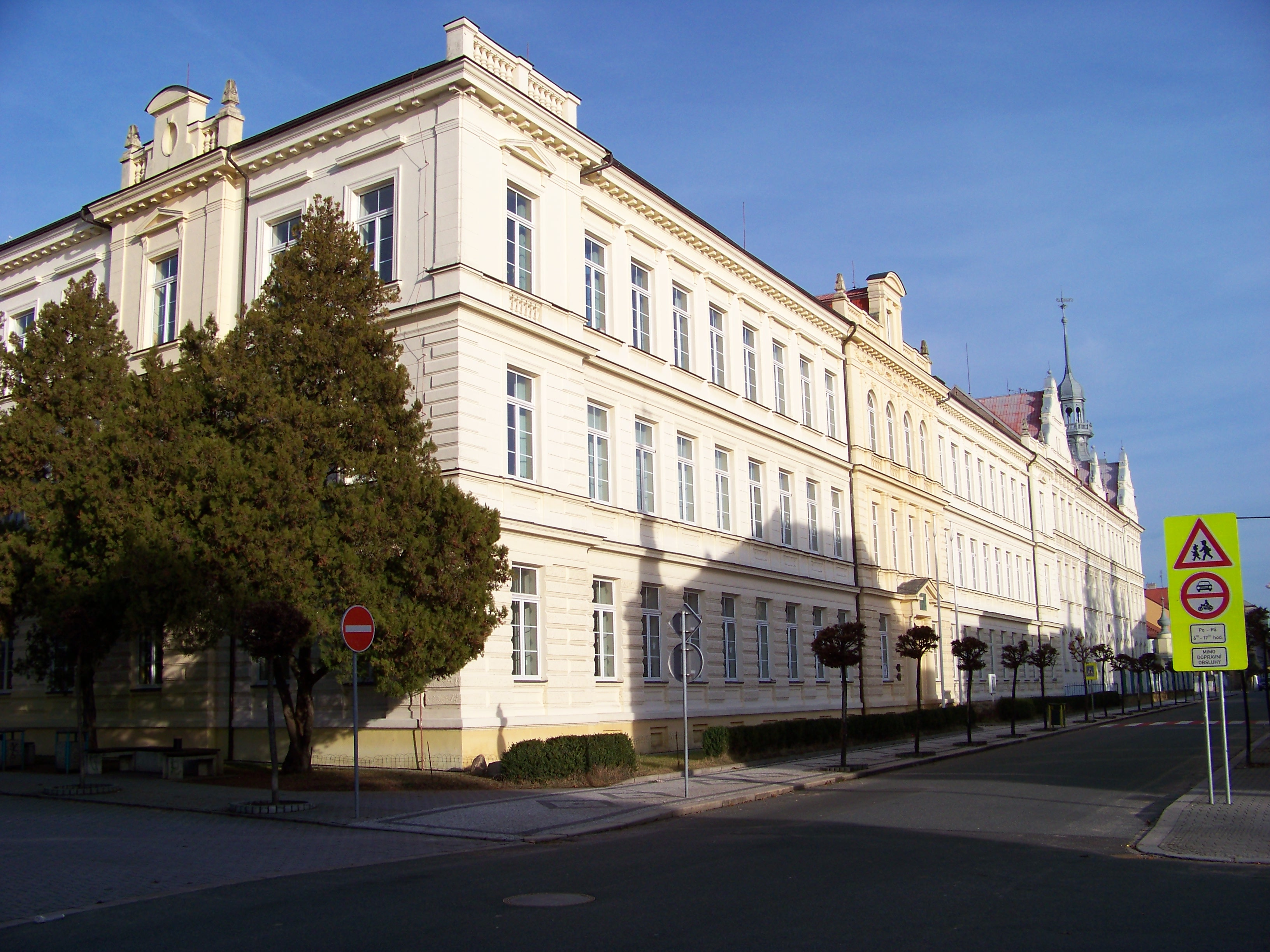
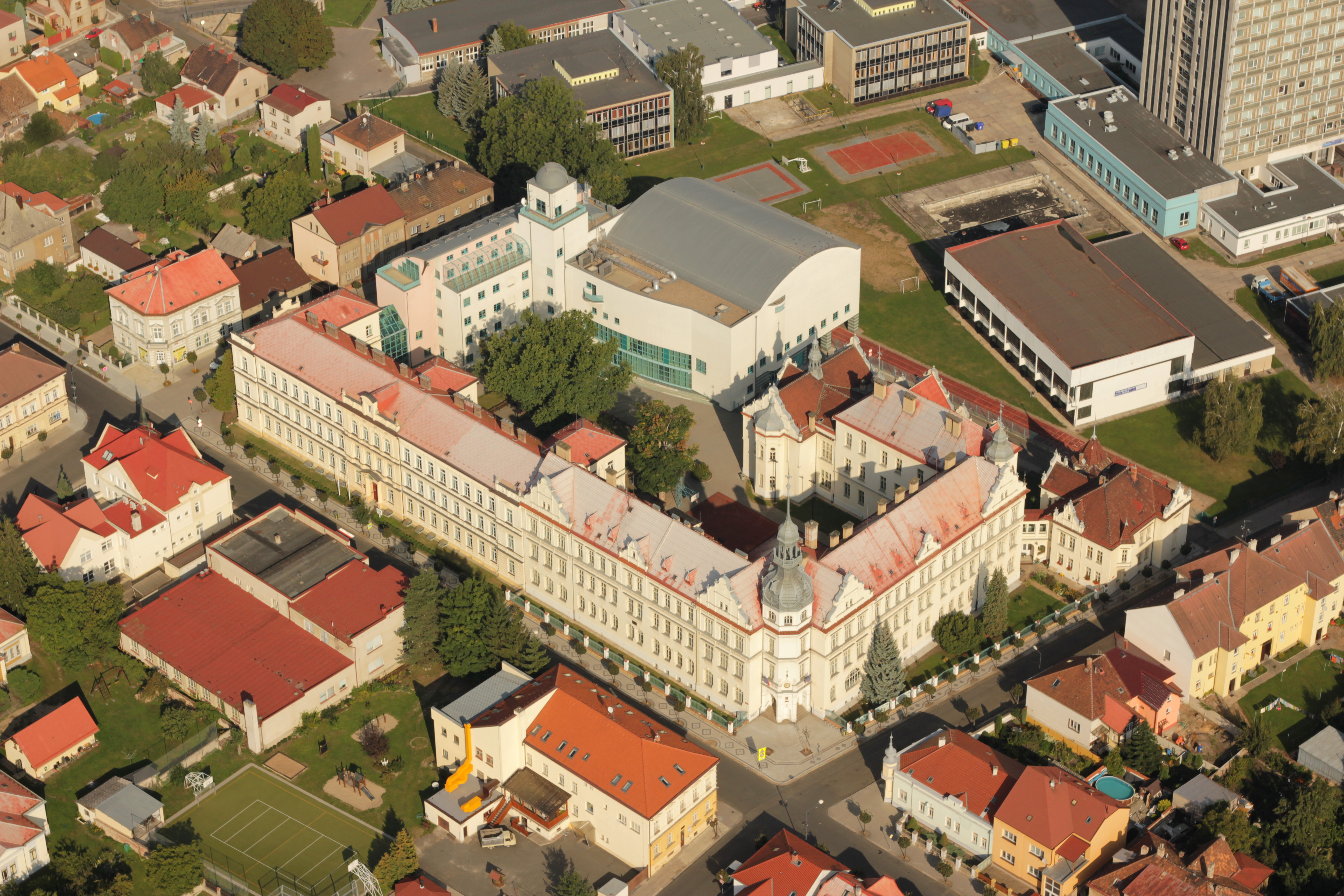
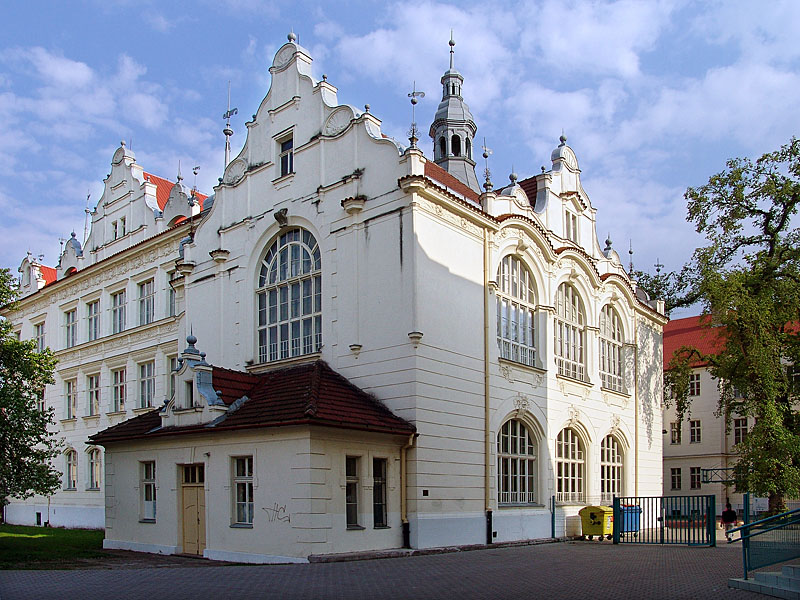
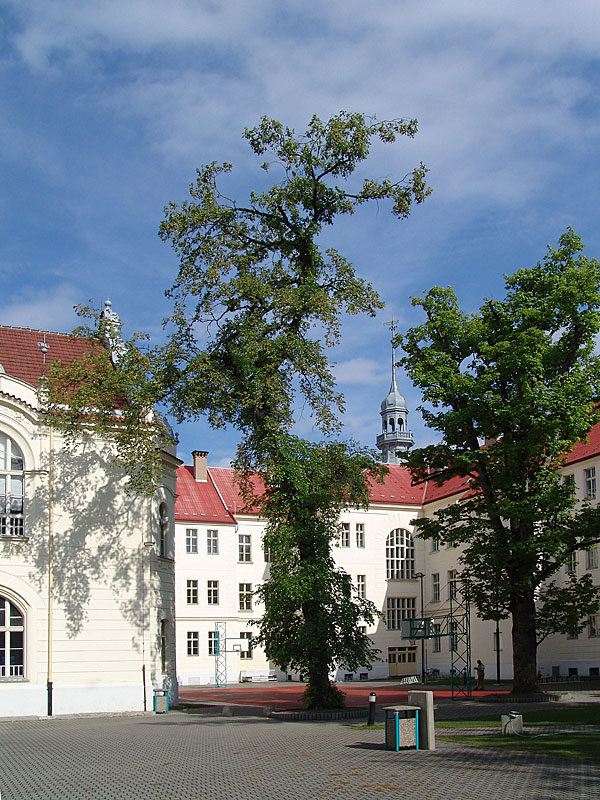